# Benedykt Bornstein

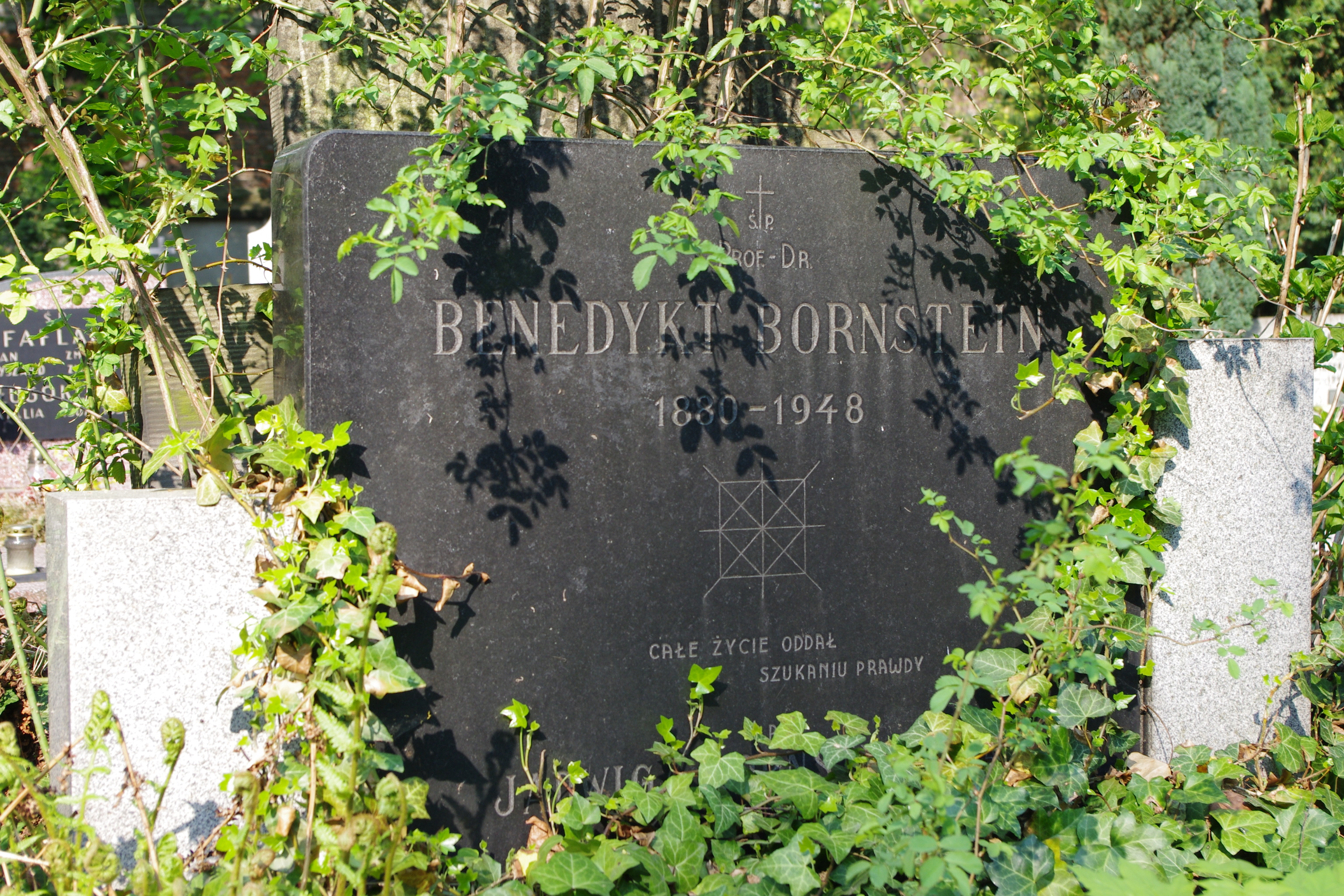
Grób filozofa Benedykta Bornsteina na Cmentarzu ewangelicko-reformowanym w Warszawie

Benedykt Leon Bornstein (ur. 31 stycznia 1880 w Warszawie, zm. 11 listopada 1948 w Łodzi) – polski filozof, kierownik Katedry Filozofii Systematycznej Wolnej Wszechnicy Polskiej w Warszawie i profesor filozofii na Uniwersytecie Łódzkim, mąż Jadwigi Bornsteinowej (z domu Goldman), brat Maurycego Bornsztajna.

## Życiorys
Syn Maksymiliana i Heleny. Studiował na Wydziale Matematyczno-Fizycznym Uniwersytetu Warszawskiego, Uniwersytecie Fryderyka Wilhelma w Berlinie i Uniwersytecie Lwowskim. Doktoryzował się u Kazimierza Twardowskiego we Lwowie w 1907 na podstawie pracy Preformowana harmonia transcendentalna jako podstawa teorii poznania Kanta.
W l. 1915-1918 wykładał filozofię na Wydziale Humanistycznym Towarzystwa Kursów Naukowych. Od 1919 wykładał w Wolnej Wszechnicy Polskiej (logikę).
Podczas II wojny światowej brał udział w tajnym nauczaniu, był więziony na Pawiaku. Od 1945 do 1948 był profesorem filozofii na Uniwersytecie Łódzkim. Jest pochowany na cmentarzu ewangelicko-reformowanym przy ul. Żytniej w Warszawie (kwatera 4-6-5).

## Wybrane prace
- Kant i Bergson. Warszawa, 1913[5].
- Logika geometryczna i jej znaczenie dla filozofii. 1928.
- Prolegomena do architektoniki świata. Warszawa, 1934[6].
- Architektonika świata: Logika geometryczno-architektoniczna. Gebethner i Wolff, 1935[7].
- Struktural-logischer und ontologischer Aspekt des Freudschen Begriffes der Verdrängung. Imago 23, 370–375, 1937.